# Mont Ventoux Dénivelé Challenges 2023
La Mont Ventoux Dénivelé Challenges 2023, quinta edizione della corsa, valevole come evento dell'UCI Europe Tour 2023 categoria 1.1, si svolse il 13 giugno 2023 su un percorso di 98,3 km, con partenza da Vaison-la-Romaine e arrivo sul Mont Ventoux, in Francia. La vittoria fu appannaggio del francese Lenny Martinez, il quale completò il percorso in 2h48'41", alla media di 54,420 km/h, precedendo il canadese Michael Woods e il britannico Simon Carr.
Sul traguardo del Mont Ventoux sono giunti 102 ciclisti dei 107 partiti da Vaison-la-Romaine.

## Squadre e corridori partecipanti
| N.    | Cod. | Squadra                |
| ----- | ---- | ---------------------- |
| 1-7   | EFE  | EF Education-EasyPost  |
| 11-17 | COF  | Cofidis                |
| 21-26 | ACT  | AG2R Citroën Team      |
| 31-36 | GCF  | Groupama-FDJ           |
| 41-47 | MOV  | Movistar Team          |
| 51-56 | ARK  | Team Arkéa-Samsic      |
| 61-67 | IPT  | Israel-Premier Tech    |
| 71-77 | CJR  | Caja Rural-Seguros RGA |

| N.      | Cod. | Squadra                    |
| ------- | ---- | -------------------------- |
| 81-87   | TEN  | TotalEnergies              |
| 92-97   | EUS  | Euskaltel-Euskadi          |
| 101-107 | EKP  | Equipo Kern Pharma         |
| 111-117 | UXT  | Uno-X Pro Cycling Team     |
| 121-127 | BBH  | Burgos-BH                  |
| 131-137 | NMC  | Nice Métropole Côte d'Azur |
| 141-147 | EHE  | Electro Hiper Europa       |
| 151-155 | UNA  | CIC U Nantes Atlantique    |

## Ordine d'arrivo (Top 10)
| Pos. | Corridore          | Squadra   | Tempo    |
| ---- | ------------------ | --------- | -------- |
| 1    | Lenny Martinez     | Groupama  | 2h48'41" |
| 2    | Michael Woods      | Israel    | a 1"     |
| 3    | Simon Carr         | EF        | s.t.     |
| 4    | Cristián Rodríguez | Arkéa     | s.t.     |
| 5    | C. Champoussin     | Arkéa     | a 13"    |
| 6    | Iván Sosa          | Movistar  | a 14"    |
| 7    | D. Pozzovivo       | Israel    | a 15"    |
| 8    | V. Paret-Peintre   | AG2R      | a 20"    |
| 9    | Diego Camargo      | EF        | a 22"    |
| 10   | Mikel Bizkarra     | Euskaltel | a 29"    |